# Henry Capehart
Pour les articles homonymes, voir Capehart.
Henry Capehart (18 mars 1825 - 15 avril 1895) est un chirurgien et officier dans la cavalerie américaine pendant la guerre de Sécession. Il reçoit la médaille d'honneur pour avoir sauvé de la noyade un soldat, alors qu'il était sous le feu à Greenbrier Rivier, en Virginie-Occidentale, le 22 mai 1864.

## Avant la guerre
Né le 18 mars 1825, près de Johnstown, en Pennsylvanie, Capehart fréquente l'école secondaire à Pittsburgh. Il a un frère cadet, Charles E. Capehart (en), qu'il aide à élever après la mort prématurée de leur mère. Après des études au Jefferson College (maintenant appelé Washington & Jefferson College), il s'installe à Waynesburg, en 1847, pour continuer ses études de médecine, puis commence à pratiquer à Bridgeport, dans l'Ohio, après avoir obtenu sa licence en 1849.

## Guerre de Sécession
Lors du déclenchement de la guerre de Sécession, Capehart quitte sa pratique médicale à Bridgeport et s'engage dans l'armée de l'Union. Il est nommé chirurgien régimentaire du 1st West Virginia Cavalry, le 18 septembre 1861. Dans la deuxième moitié de 1863, il participe aux batailles de Gettysburg, Bristoe Station, et Mine Run. Sur les recommandations du général Judson Kilpatrick et d'autres, Capehart est nommé colonel et succède à Nathaniel P. Richmond, qui a démissionné en raison de problèmes de santé, en tant que commandant du régiment, le 22 février 1864.
Début mai 1864, Capehart, et le 1st West Virginia Cavalry prennent part aux campagnes le long de la vallée de la Shenandoah. Le 22 mai, alors qu'il traverse à gué la Greenbrier Rivier sous le feu confédére, le soldat Watson Karr est reversé de son cheval et tomber dans le courant rapide. Capehart tente d'attraper le soldat, mais est renversé de son cheval. Les deux hommes descendent le fleuve et vers une chute d'eau ; Capehart saisit alors Karr et le sort de l'eau. C'est pour cette action que Capehart reçoit la médaille d'honneur des décennies plus tard, le 12 février 1895. Sa citation dit simplement : « a sauvé, sous le feu, la vie d'un soldat se noyant ».
Capehart reçoit le commandement d'une brigade de cavalerie dans l'armée de l'Union de la Shenandoah et sur la recommandation du général George Armstrong Custer est breveté brigadier général le 13 mars 1865. La brigade de Capehart est transférée dans la division de Custer, participant avec elle à la campagne d'Appomattox. À la suite de la reddition confédérée à Appomattox, Capehart est breveté major-général en date du 17 juin 1865. Il quitte le service actif le 8 juillet 1865, à Wheeling, Virginie-Occidentale.
Son frère, le commandant Charles E. Capehart est également décoré de la médaille d'honneur pour acte de bravoure lors de la guerre de Sécession.